# Sant’Elena (Veneto)
Sant’Elena település Olaszországban, Veneto régióban, Padova megyében. Lakosainak száma 2517 fő (2023. január 1.). Sant’Elena Este, Granze, Monselice, Solesino és Villa Estense községekkel határos.

## Népesség
A település lakossága az elmúlt években az alábbi módon változott:
| Lakosok száma | 2460 | 2500 | 2517 |
|               | 2017 | 2018 | 2023 |